# جوناس اولسون (ملحن)
جوناس اولسون (بالفنلندية: Jonas Olsson)‏ هو منتج أسطوانات وملحن ومهندس الصوت وكاتب أغاني فنلندي، ولد في 10 يونيو 1981 في السويد.

## وصلات خارجية
- الموقع الرسمي